# Pier Francesco Loche
Pier Francesco Loche, talvolta anche nella grafia Pierfrancesco Loche (Sassari, 27 dicembre 1958), è un comico, attore e musicista italiano.
Noto per aver partecipato ai programmi televisivi della TV delle ragazze, Avanzi (1991-1993) e Tunnel (1994), soprattutto grazie allo sketch con Sabina Guzzanti nei panni di Moana Pozzi. Ha inoltre scritto, partecipato o diretto numerosi spettacoli musicali, comici e teatrali.

## Biografia
Diplomato al liceo classico e iscritto presso la Facoltà di Lettere e Filosofia a Cagliari, laureandosi in Etnomusicologia. Esordisce giovanissimo come comico e come musicista con Benito Urgu, Piero Marras e Giuliano Salis. Dopo esperienze poliedriche in tutta la Sardegna, sia come solista che con varie compagnie, continua a formarsi musicalmente nei seminari di Jack DeJohnette, Marvin Smith, Peter Erskine, Horacio Hernández. Ha inoltre suonato la batteria con varie formazioni jazz, quali ad esempio la band del cantautore Piero Marras; Il Quintetto dei fratelli Ferra; la New Jazz Simphonic Orchestra diretta da Giulio Libano; il quartetto di Hector Bisignani; gli Open Jazz Quintet.
Si fa conoscere al grande pubblico grazie alla partecipazione ai varietà comici della TV delle ragazze, Avanzi (1991-1993) e Tunnel (1994), su RaiTre, in particolare grazie al personaggio del "giornalista cialtrone", la cui frase ricorrente "truffa-truffa-ambiguità" è divenuto un tormentone televisivo. È celebre, in particolare, lo sketch in coppia con Sabina Guzzanti, che imitando Moana Pozzi sottoponeva Loche "giornalista cialtrone" a dei "test" che terminavano immancabilmente con la domanda "C: Ti tocchi?".
Seguiranno la fiction Disokkupati su RaiDue e la partecipazione al varietà comico La posta del cuore, sempre su RaiDue.

## Filmografia

### Attore

#### Cinema
- Non chiamarmi Omar, regia di Sergio Staino (1992)
- La TV fa male ai bambini, episodio del film De Generazione, regia di Alberto Taraglio (1994)
- Amarsi può darsi, regia di Alberto Taraglio (2000)
- Le ragioni dell'aragosta, regia di Sabina Guzzanti (2007)

#### Televisione
- In fuga per la vita, regia di Gianfranco Albano - miniserie TV, episodi 1x01-1x02-1x03 (1992)
- A che punto è la notte, regia di Nanni Loy - miniserie TV (1994)
- Linda e il brigadiere - serie TV, 12 episodi (1997-1998)
- Disokkupati - serie TV (1997)
- Operazione pilota, regia di Umberto Marino - miniserie TV (2007)
- Tigri di carta, regia di Dario Cioni - miniserie TV (2008)
- 2 mamme di troppo - serie TV (2010)

### Regista
- Disokkupati (1997)

### Sceneggiatore
- Disokkupati (1997)

## Programmi televisivi
- Avanzi - varietà comico (RaiTre, 1991-1993)
- Tunnel - varietà comico (RaiTre, 1994)
- La posta del cuore - varietà comico (RaiDue, 1998)

## Teatro (parziale)
- Giocare col mondo

## Discografia

### Con Rokko e i suoi Fratelli

#### Album in studio
- 1991 - Avanzi
- 1992 - Sopravvoliamo

#### EP
- 1992 - Rokko e i suoi Fratelli

### Con Avanzi Sound Machine

#### Album dal vivo
- 1993 - Live

## Citazioni e omaggi
- Nel novembre del 2006 dal suo tormentone televisivo "Truffa-truffa-ambiguità" ha preso nome un'omonima indagine del Gruppo Anticrimine Tecnologico della Guardia di Finanza.[4]